# Cosmia camptostigma
Cosmia camptostigma là một loài bướm đêm trong họ Noctuidae.